# Bénie soit Sixtine
Pour plus de détails, voir Fiche technique et Distribution.
Bénie soit Sixtine est un téléfilm français réalisé par Sophie Reine d'après un scénario de Zoé Galeron et Dominique Garnier, et diffusé pour la première fois en France le 5 février 2025 sur France 2.
Cette fiction, adaptée du roman du même nom de Maylis Adhémar paru en 2020 aux éditions Julliard, est une coproduction de Storia Télévisions (Mediawan), La Fabrique et France Télévisions, réalisée pour France 2 avec la participation de TV5 Monde,,,,,,.
Capucine Valmary reçoit le Prix du jeune espoir féminin Adami au Festival de la fiction de La Rochelle en septembre 2024,,,.

## Synopsis
Sixtine, jeune fille gaie, un peu rêveuse et très pieuse, tombe amoureuse de Pierre-Louis, un jeune homme charmeur et débordant d’énergie dont elle a fait connaissance sur une plage du Nord. Il est très pieux lui aussi et ils se marient en grande pompe dans le rite catholique traditionnel.
Mais elle découvre peu à peu que sa riche belle famille est xénophobe et sexiste, que Pierre-Louis Sue de La Garde, son mari, fait partie d'un groupuscule catholique intégriste. Elle se trouve piégée au sein d’une secte qui l’oblige insidieusement à couper les ponts avec son passé, à se taire face un époux qui se révèle violent et dont les actions militantes deviennent de plus en plus brutales.
Son mari meurt dans des circonstances mal élucidées. Il fait l'objet d'un véritable culte dans sa famille. Sixtine, jeune veuve, enceinte, devient la proie de sa belle-mère qui, sous prétexte de la protéger, l'isole du monde extérieur. Lorsque la jeune femme se rend compte qu’elle cherche à la séparer de son bébé, elle décide de s'enfuir. Elle s'installe dans un village sous une nouvelle identité. Elle s'attire la sympathie de Lydie, la coiffeuse, mère isolée comme elle, et la bienveillance du prêtre du bourg.
Sixtine recommence doucement à vivre. Sa gentillesse apprivoise la communauté paroissiale en déclin – elle fait revivre la chorale ! Mais un jour la secte la retrouve, l’enlève avec son petit garçon ; avec beaucoup de sang froid elle réussit à s'échapper. Mais pour en être vraiment débarrassée, il lui faut trouver le courage de l'affronter en face. Soutenue par les quelques amis qu'elle s'est fait dans le village, elle décide alors de porter plainte.

## Fiche technique
Sauf indication contraire, les informations mentionnées dans cette section peuvent être confirmées par les bases de données cinématographiques IMDb et Allociné,  présentes dans la section « Liens externes ».
- Titre français : Bénie soit Sixtine
- Réalisation : Sophie Reine
- Scénario : Zoé Galeron et Dominique Garnier
- Musique : Audrey Ismaël et Olivier Coursier[7]
- Photographie : Quentin De Lamarzelle[7]
- Montage : Matthieu Lamotte[7]
- Décors : Marina Caudron[7]
- Son : Patrice Dodin[7]
- Costumes : Pauline Berland
- Maquillage : Christine Hiriart
- Coiffure : Véronique Marchand
- Production : Nicolas de Saint Meleuc
- Sociétés de production : Storia Télévisions (Mediawan), La Fabrique et France Télévisions
- Pays de production :  France
- Langue originale : français
- Format : couleur
- Genre : Drame
- Durée : 90 minutes
- Dates de première diffusion :
  - Festival de la fiction de La Rochelle : 12 septembre 2024[7]
  - 5 février 2025 sur France 2

## Distribution
- Capucine Valmary : Sixtine
- Adrien Dewitte : Pierre-Louis Sue de La Garde, le mari de Sixtine
- Valérie Karsenti : Madeleine, la mère de Pierre-Louis
- Sarah Suco : Agnès, la sœur de Pierre-Louis
- Guilaine Londez : Muriel, la mère de Sixtine
- Patrick Azam : Bruno, le père de Sixtine
- Barbara Probst : Lydie
- Alexandre Desrousseaux : Thomas
- Benjamin Duc : Alexis
- Mathieu Lourdel : Jacques
- Anaïs Geerhaert : Adèle
- Manon Vernier : Xavière
- François Godart : Père Mathias
- Jean-Louis Garçon : Père Laurent
- Louis Barthélémy : Hugues
- Paul Balent : Luc
- Carole le Sone : Marie Aude
- Cédric Le Maoût : Sébastien

## Production

### Genèse et développement
Le scénario est de la main de Zoé Galeron et Dominique Garnier avec la participation de Maylis Adhémar, l'autrice du roman éponyme paru en 2020.
La réalisation est assurée par Sophie Reine,,,,,, la production par Nicolas de Saint Meleuc.

### Tournage
Le tournage se déroule du 29 août au 27 septembre 2023 dans la région des Hauts-de-France, entre autres à Montreuil-sur-Mer, à Lille et Tourcoing, ainsi qu'à Tournai, en Belgique,,,,,.

### Bande originale
Winter Sun Aymeric Maini (Aymeric Maini - Julia Charler - Gregoire Vaillant)

## Accueil

### Distinction
- Festival de la fiction TV de La Rochelle 2024 : Prix du jeune espoir féminin Adami pour Capucine Valmary[8],[9],[10],[11]

### Diffusion et audience
Le téléfilm, diffusé le 5 février 2025 sur France 2, est regardé par 2 890 000 téléspectateurs et se classe second en nombre de téléspectateurs mais premier en termes de part d'audience (15,9 %).